# Live 'n' Kickin'
Live 'n' Kickin' es el tercer y último álbum del supergrupo West, Bruce & Laing, conformado por el guitarrista estadounidense Leslie West, el bajista escocés Jack Bruce, y el baterista canadiense Corky Laing. Fue publicado en abril de 1974 a través de Columbia/Windfall Records.

## Recepción de la crítica
Un escritor no especificado de Record World comentó: “Aunque el grupo se ha disuelto, a los fuertes y explosivos sonidos metálicos que abundan en esta dinámica grabación en vivo les irá bien”. Un escritor no especificado de Cash Box declaró: “Para todos los fanáticos del hard rock, esta nueva colección de West, Bruce & Laing es un set definitivo, que presenta al trío flexible interpretando cuatro melodías largas pero sustantivas”. Un escritor no especificado de Billboard escribió: “La calidad general es buena y la distorsión ocasional (intacta en la mezcla de estudio) añade el sabor de estar en la escenario”.

## Lista de canciones
| Lado uno |                  |                                                                 |          |  |
| N.º      | Título           | Escritor(es)                                                    | Duración |  |
| 1.       | «Play with Fire» | Mick Jagger Keith Richards Charlie Watts Bill Wyman Brian Jones | 12:36    |  |
| 2.       | «The Doctor»     | Leslie West Jack Bruce Corky Laing Sue Palmer                   | 7:56     |  |

| Lado dos |                  |                  |          |  |
| N.º      | Título           | Escritor(es)     | Duración |  |
| 1.       | «Politician»     | Bruce Pete Brown | 5:36     |  |
| 2.       | «Powerhouse Sod» | West Bruce Laing | 10:17    |  |

## Créditos y personal
Créditos adaptados desde las notas de álbum de Live 'n' Kickin'.
West, Bruce & Laing
- Leslie West – guitarra, voz principal
- Jack Bruce – guitarra bajo
- Corky Laing – batería

Personal técnico
- Bob d'Orleans – productor
- West, Bruce & Laing – productor
- Danny Turbeville – ingeniero de audio
- Tom Hummer – mezclas
- Pacific Eye & Ear – diseño de portada
- Carl Ramsey  – ilustración
- Chuck Pulin – fotografía

## Posicionamiento
| Gráfica (1974)                                  | Pico de posición |
| ----------------------------------------------- | ---------------- |
| Estados Unidos (Billboard Top LPs & Tape)       | 165              |
| Estados Unidos (Cash Box Top 100 Albums Cont'd) | 145              |